# Andrena nigrae
Andrena nigrae är en biart som beskrevs av Robertson 1905. Andrena nigrae ingår i släktet sandbin, och familjen grävbin. Inga underarter finns listade i Catalogue of Life.

## Bildgalleri

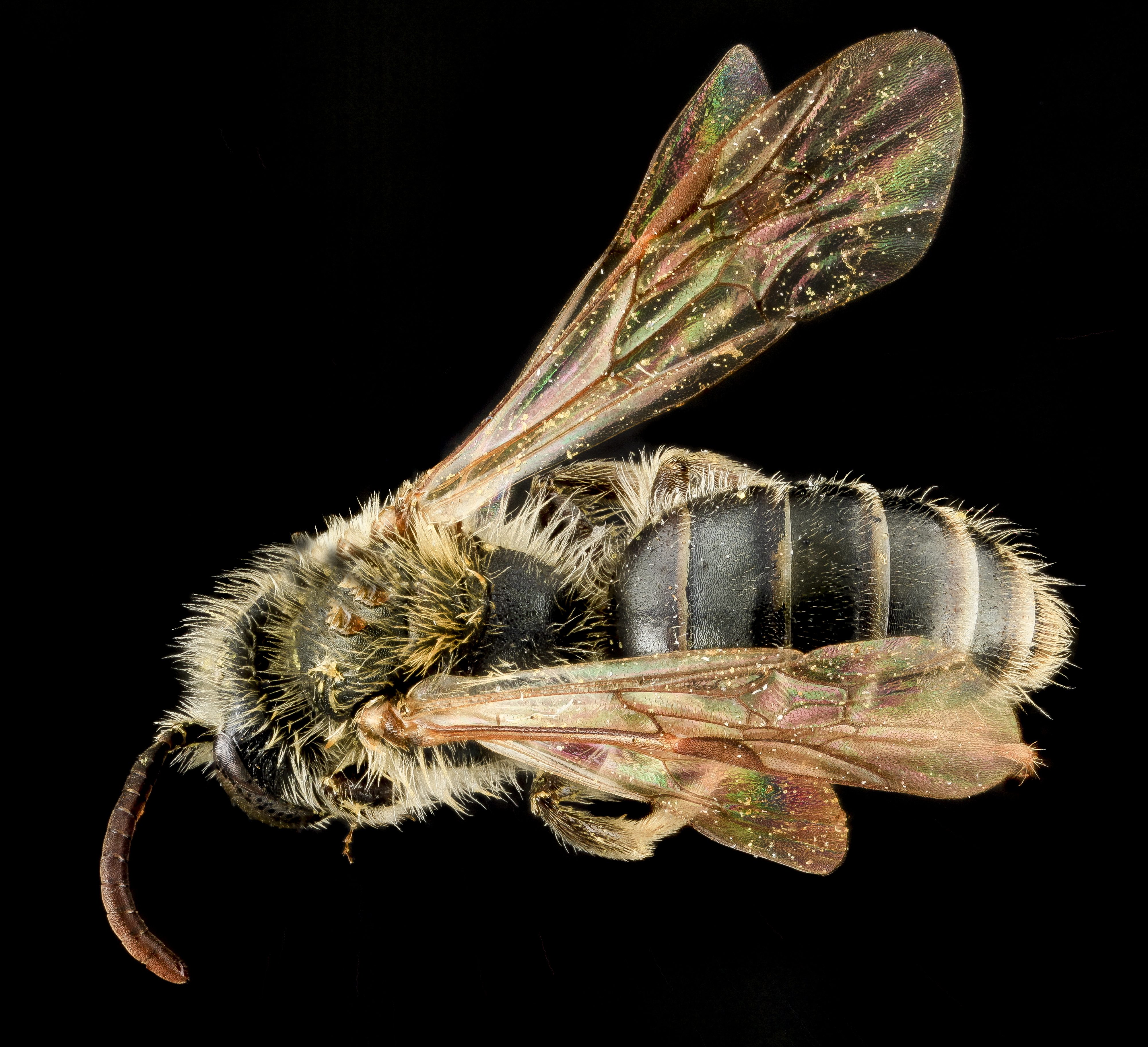
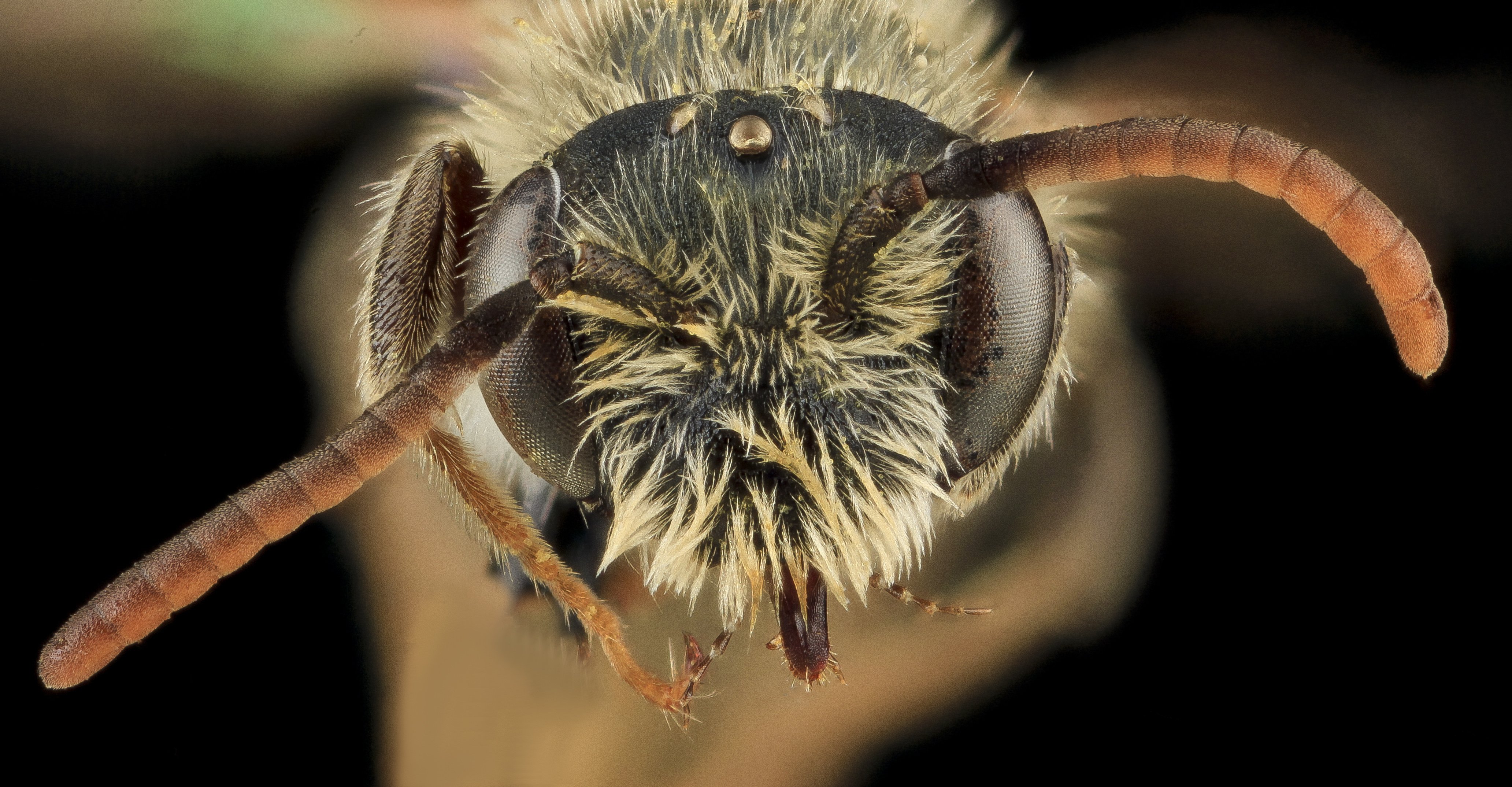